# Vladimir Barsky
Pour les articles homonymes, voir Barsky.
Vladimir Grigorievitch Barsky (en russe : Владимир Григорьевич Барский), né le 1er mars 1866 dans l'Empire russe et mort le 24 janvier 1936  à Moscou, est un réalisateur, un scénariste et acteur russe et soviétique, également auteur d'articles sur le théâtre.
Il a participé à l'avènement de la cinématographie géorgienne, turkmène et ouzbeke.

## Biographie
Vladimir Barsky est diplômé de l'École technique impériale de Moscou.
À partir de 1892, il exerce le métier d'acteur dans plusieurs troupes théâtrales puis, de 1899 à 1917, il est metteur en scène et acteur au théâtre dramatique d'Ivanovo-Voznesensk, avant de jouer de 1917 à 1921 à la Maison du Peuple de Tbilissi.
Il est directeur du Goskinprom en Géorgie de 1921 à 1928, puis est directeur à partir de 1928 des studios Sovkino, Mezhrabpomfilm, Uzbekkino et Turkmenfilm.
En collaboration avec l'écrivain Grigori Aroustanov (ru), il travaille sur une série de films censés montrer le passé révolutionnaire de la Géorgie. mais n'en réalisera que deux, Les Cauchemars du passé (1925) sur les événements de 1905, et Au prix de milliers (1925) sur les événements de 1916-1917.
Son rôle qui le rendra célèbre est celui du commandant Golikov dans Le Cuirassé Potemkine (1925) de Sergueï Eisenstein.
Mort en 1936, il est enterré au cimetière Donskoï à Moscou.

## Filmographie

### Comme acteur
- 1925 : Le Cuirassé Potemkine de Sergueï Eisenstein : Commandant Golikov[4]
- 1943 : Seeds of Freedom de Hans Burger et Sergueï Eisenstein

### Comme réalisateur
- 1922 : L'Exilé
- 1923 : Arsen le Bandit ou Arsène le Brigand
- 1925 : Cauchemars du passé ou Le Cauchemar de passé
- 1925 : En plein dans le mille
- 1925 : Le Secret du phare
- 1926 : La Neuvième Vague ou Le Neuvième Précipice (Девятый)
- 1926 : La Princesse Mary
- 1927 : Bela
- 1927 : Maxime Maximovitch
- 1928 : Les Cosaques (Kazakebi)
- 1929 : Gyul i Tolmaz

### Comme scénariste
- 1926 : La Princesse Mary
- 1927 : Bela
- 1927 : Maxime Maximovitch
- 1928 : Les Cosaques (Kazakebi)